# 맹호호
맹호호(猛虎號)는 대한민국 철도청에서 1967년부터 1970년까지 운행한 여객열차의 이름이다. 1967년부터 관광호가 경부선에서 운행을 개시한 1969년 2월 10일 이전까지는 서울-부산 간 초특급열차로 운행하였으며, 총 5시간 45분이 소요되었는데, 이는 당시에 대한민국 열차 운행 역사상 가장 빠른 속도였다. 중간 정차역은 대전역과 대구역 등이었다.

## 역사
- 1966년 7월 21일 : 운행 개시[1][2]
- 1969년 2월 10일: 초특급 관광호의 출현과 동시에 특급열차로 등급을 격하하고, 3등 객차 대신 1등 객차를 편성하였으며, 재건호 시각표대로 운행하게 됨[3][4]
- 1970년 12월 1일 : 통일호로 통합되며 폐지[5]